# 大观站
大观站位于成都市成华区中环路锦绣大道段，是成都地铁7号线的地下岛式站台车站，因老地名“大观”而得名，于2017年12月6日启用。本站在建设期间曾使用工程名“沙河铺站”，施工方为中铁二局三公司。

## 车站结构
大观站全长177.5米，两端为地下三层、中间地下两层双柱三跨矩形框架结构，车站总建筑面积约为12000平方米。
| 地面      |                              | 出入口                           |  |
| 地下 一层 | 站厅层                       | 安检、售票机、站内商店           |  |
| 地下 二层 |                              | 7号线列车外环方向 （成都东客站） |  |
| 地下 二层 | 岛式站台，左边车门将会开启   |                                  |  |
| 地下 二层 | 7号线列车内环方向 （狮子山） |                                  |  |

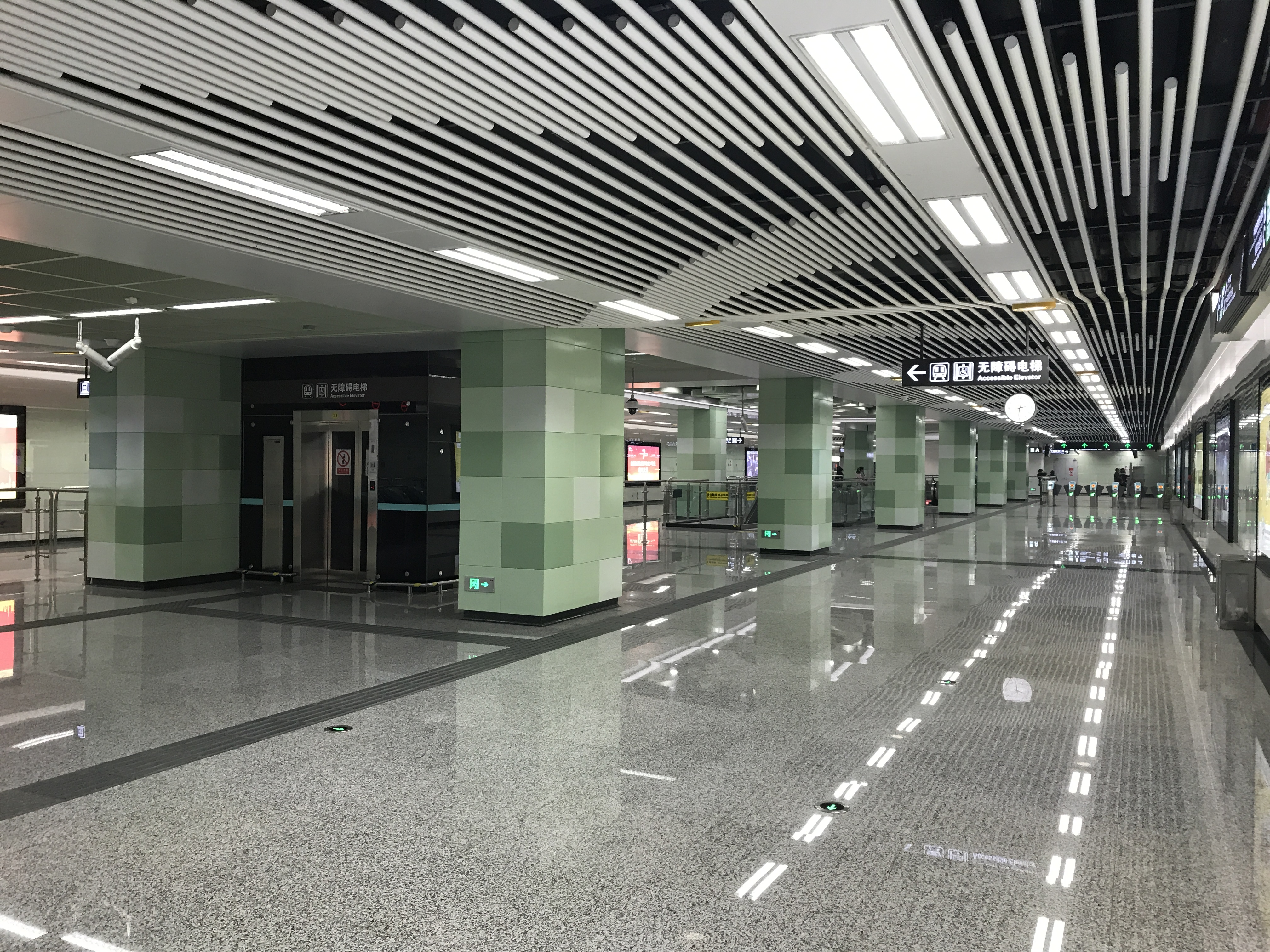
站厅层
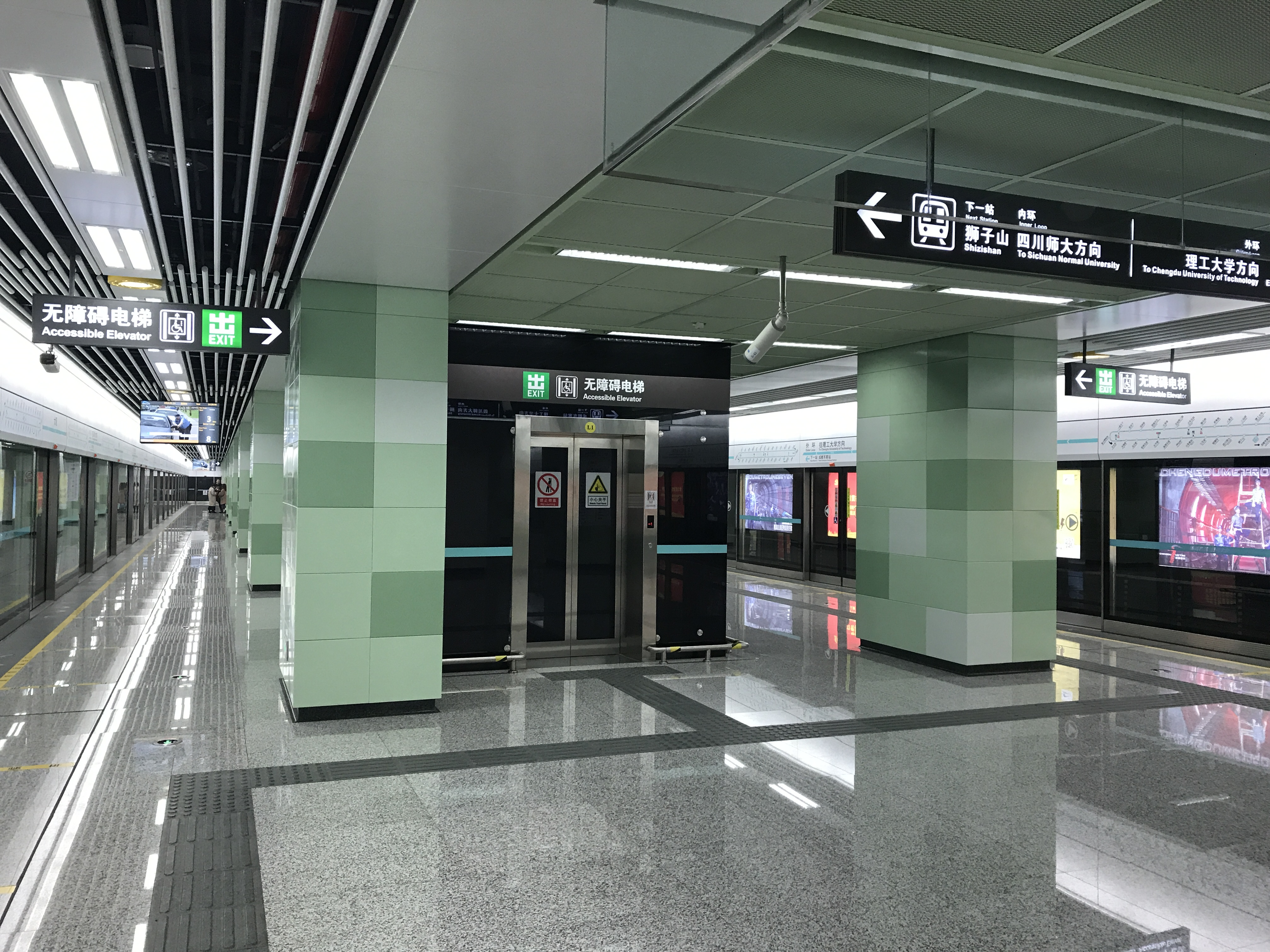
站台层

## 出入口信息
本站目前开放4个出入口。
| 出口编号 | 设施         | 地点             | 可到达目的地           |
| -------- | ------------ | ---------------- | ---------------------- |
|          |              |                  |                        |
|          | 无障碍卫生间 | 安宁河路         | 兴城·嘉苑              |
| 出口 · B |              | 中环路锦绣大道段 | 锦东河韵               |
| 出口 · C |              | 中环路锦绣大道段 |                        |
| 出口 · D | 无障碍电梯   | 中环路锦绣大道段 | 四川师大附中外国语学校 |

## 公交换乘
40路；47路；121路；147路。

## 大事记
- 2014年5月30日，主体结构顺利封顶[3]；
- 2017年6月16日，交付运营公司[4]；
- 2017年12月6日，车站正式启用[1]。

## 趣闻
大观站正式运营初期，错将大字壁上的英文站由“Daguan”写成了“Daguau”，经市民指出后得到了更正。